# Sea Launch Commander

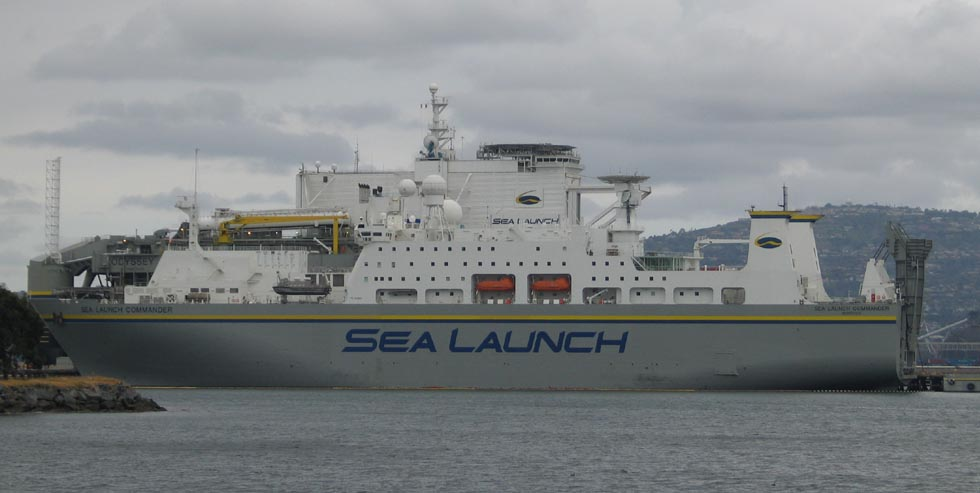
Sea Launch Commander ve svém domovském přístavu.

Sea Launch Commander (označována jako ACS Assembly and Command Ship) je speciálně upravená velitelská loď a současně i řídící centrum plovoucího kosmodromu Sea Launch. Loď byla postavena norskou loďařskou firmou Kværner v govanské loděnici ve městě Glasgow, Skotsko. Domácím přístavem je Long Beach v Kalifornii.
V roce 1997 byly pro loď zakoupeny z Ruska speciální technologie umožňující starty raket a jejich sledování. 12. prosince 1996 byla loď spuštěna na vodu. 13. července 1998 loď poprvé vplula do domovského přístavu v Kalifornii po plavbě Panamským kanálem.

## Technické parametry
Loď je 201 metrů dlouhá, 32,3 metru široká a o výšce 34 metrů s totálním výtlakem 34 000 tun. Loď pohání pohon, který se skládá ze dvou motorů o tahu 1 000 koní, výroba elektřiny je zajišťována čtyřmi pomocnými agregáty. Loď má kapacitu pro 240 osob : posádka, technický personál a členová řídícího centra. Na lodi je také VIP kajuta pro hosty a zdravotnické centrum pro případ úrazu.
Loď byla navržena jako montážní plavidlo pro kompletaci raket, které se skládají v podpalubí. Současně může loď mít na palubě až tři rakety Zenit.